# Morrisonville (Illinois)
Morrisonville és una població dels Estats Units a l'estat d'Illinois. Segons el cens del 2000 tenia 1.068 habitants.

## Demografia
Segons el cens del 2000, Morrisonville tenia 1.068 habitants, 435 habitatges, i 311 famílies. La densitat de població era de 400,3 habitants/km².
Dels 435 habitatges en un 29,9% hi vivien nens de menys de 18 anys, en un 59,8% hi vivien parelles casades, en un 8,5% dones solteres, i en un 28,5% no eren unitats familiars. En el 26% dels habitatges hi vivien persones soles el 13,6% de les quals corresponia a persones de 65 anys o més que vivien soles. El nombre mitjà de persones vivint en cada habitatge era de 2,46 i el nombre mitjà de persones que vivien en cada família era de 2,95.
Per edats la població es repartia de la següent manera: un 25,5% tenia menys de 18 anys, un 7,5% entre 18 i 24, un 25,8% entre 25 i 44, un 23,5% de 45 a 60 i un 17,7% 65 anys o més.
L'edat mediana era de 40 anys. Per cada 100 dones de 18 o més anys hi havia 90,4 homes.
La renda mediana per habitatge era de 35.917 $ i la renda mediana per família de 43.971 $. Els homes tenien una renda mediana de 32.333 $ mentre que les dones 23.315 $. La renda per capita de la població era de 18.324 $. Aproximadament el 3,5% de les famílies i el 6,2% de la població estaven per davall del llindar de pobresa.

## Poblacions més properes
El següent diagrama mostra les poblacions més properes.